# Hösthirs
Hösthirs (Panicum dichotomiflorum) är en gräsart som beskrevs av André Michaux. Enligt Catalogue of Life ingår Hösthirs i släktet vipphirser och familjen gräs, men enligt Dyntaxa är tillhörigheten istället släktet vipphirser och familjen gräs. Arten förekommer tillfälligt i Sverige, men reproducerar sig inte. Inga underarter finns listade i Catalogue of Life.